# Походження мови
Похо́дження мо́ви — передумови і початки розвитку мовної діяльності суспільства. Як одна з основних ознак суспільства мова почала формуватися на етапі появи первісної людини. За однією з гіпотез, це було тривале поступове перетворення біологічно зумовлених неусвідомлюваних інстинктивних вигуків в осмислені звукові засоби комунікації давніх людей. Припадало воно в основному на другу половину неандертальської фази розвитку людини (мустьєрська епоха в кінці раннього палеоліту, бл. 200-50 тисячоліть тому).

## Історія становлення мови
Становлення мови в первісному суспільстві було закономірно підготовлене важливими об'єктивними передумовами соціального і біологічного характеру. Вирішальною соціальною передумовою був поступовий перехід до справжньої трудової діяльності, пов'язаної з виготовленням знарядь праці. Суспільний характер праці, необхідність координації дій учасників трудового процесу викликали потребу в свідомому застосуванні певних звукових сигналів. Іншою об'єктивною передумовою формування мови була здатність предка людини відтворювати ряд спадково закріплених вигуків, які інстинктивно пов'язувалися з певними типовими для стада істотними життєвими ситуаціями — небезпекою, появою здобичі, зміною напряму руху тощо. Поступово такі вигуки почали свідомо застосовуватися первісними людьми у зв'язку з відповідними діями, спочатку в самій трудовій ситуації, а згодом і поза нею як її позначення. Припускають, що до початку розвитку звукової мови на основі інстинктивних вигуків, а частково й пізніше, предки первісних людей протягом тривалого часу (можливо, 2 — 3 млн років) спілкувалися за допомогою жестів.
Потім урізноманітнення видів праці і пов'язаних з ними трудових ситуацій привело до свідомого варіювання вигуків і розширення їхньої кількості. Артикуляційно нерозчленовані спочатку вигуки дедалі більше ставали членороздільними. Звукові комплекси, які набували характеру мовних знаків — слів, спочатку мали недиференційовану семантику й означали як певний процес дії, так і його об'єкт, знаряддя чи результат. З наступним виділенням у свідомості уявлень і примітивних понять про предмети як об'єкти, що мають істотне значення для життя людини, почали створюватися форм. варіанти назв для предметів, відмінні від позначень дій. Це зумовлювало розширення лексичного складу мови і вдосконалення її фонетичної структури.
Оскільки ці процеси, що відбувалися в умовах роздільного існування первісних людських колективів на віддалених одна від одної територіях, уже втратили безпосередній зв'язок з первісними природними вигуками, спільними для всього виду предка людини (і для раннього неандертальця), у різних первісних людських колективах почалося формування на єдиній початковій основі багатьох місцевих різновидів мов.
Найважливішою особливістю мови, характерної для цього архаїчного етапу розвитку, була нероздільність і багатозначність понять.

## Вивчення
Проблема походження мови виникла задовго до сформування мовознавства як науки. Серед багатьох попередніх спроб її розв'язання виділяються теорія божественного походження мови (ведійські, біблійні та інші релігійні міфи), теорія свідомого витворення мови людьми (давньогрецькі філософи, теорія «суспільного договору» в XVII—XVIII ст.), звуконаслідувальна теорія (стоїки, Г. В. Лейбніц, Ш. де Бросс), трудова теорія (Л. Гейгер, Л. Нуаре). Пізніше походження мови стали пов'язувати з розробленням загальної проблеми антропогенезу з позиції діалектичного матеріалізму. В українському мовознавстві проблему походження мови висвітлювали Леонід Булаховський, М. Я. Калинович та інші.
«Азербайджанська Лінгвістична Школа» вважає, що механізм появи сучасних досконалих і надскладних людських мов повністю ідентичний з еволюційним механізмом писемності. Тобто, як розвиток писемності переживав стадії:
- I етап: графема = речення (піктографічна писемність);
- II етап: графема = слово або словосполучення (ідеографічна писемність);
- III етап: графема = склад (складова писемність);
- IV етап: графема = звук (фонетична писемність)

ті ж траєкторії зазнала і мова, і еволюціонувала через етапи:
- I етап: фонема = речення (піктографічна мова);
- II етап: фонема = слово або словосполучення (ідеографічна мова);
- III етап: фонема = склад (силабічна мова);
- IV етап: фонема = звук (фонетична мова).

Тобто, якийсь крик спочатку заміняв (позначав) ціле речення, потім — тільки частину цього речення, а потім — частину слова.